# Waaggasse (Freistadt)

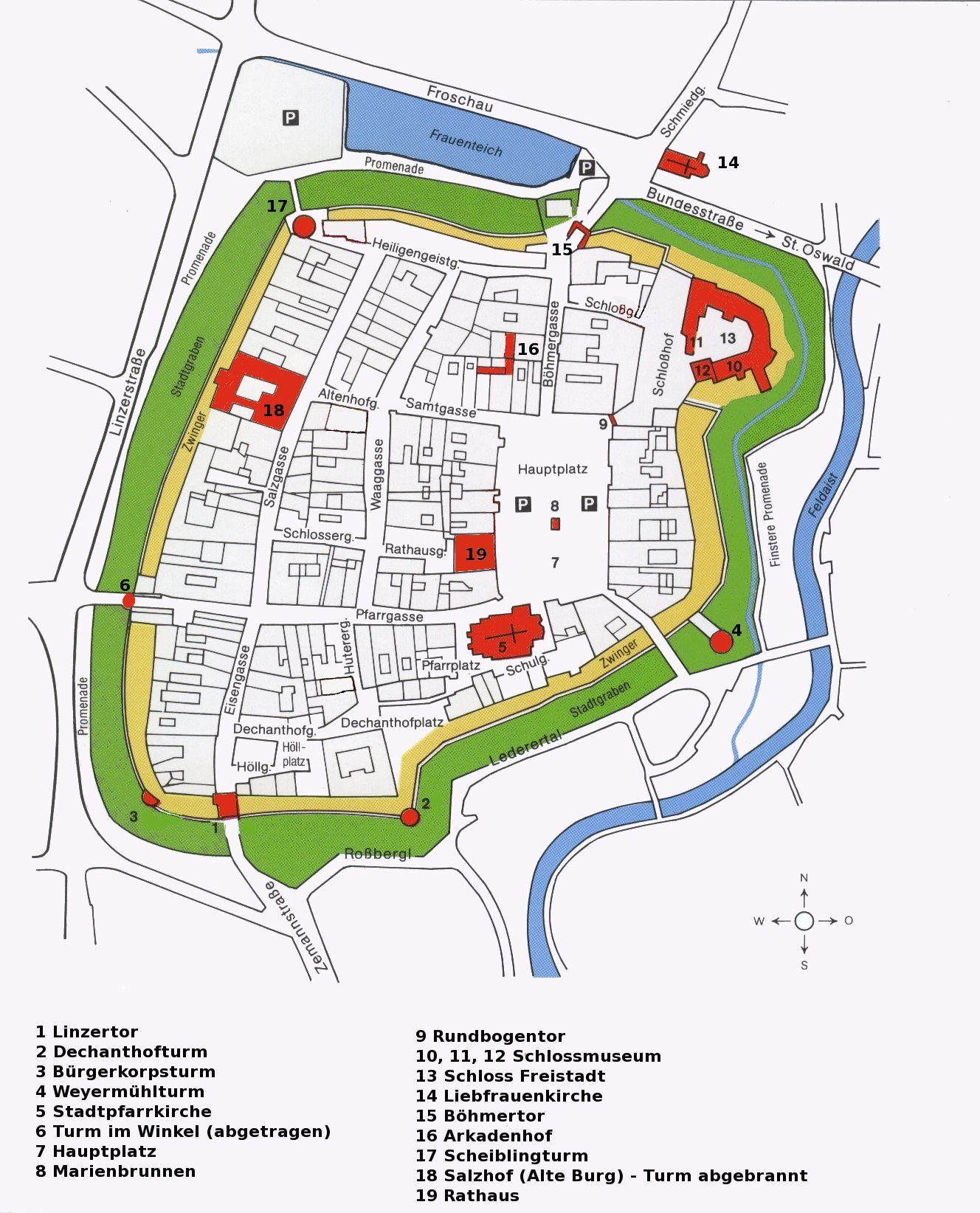
Die Altstadt mit dem Verlauf der Waaggasse

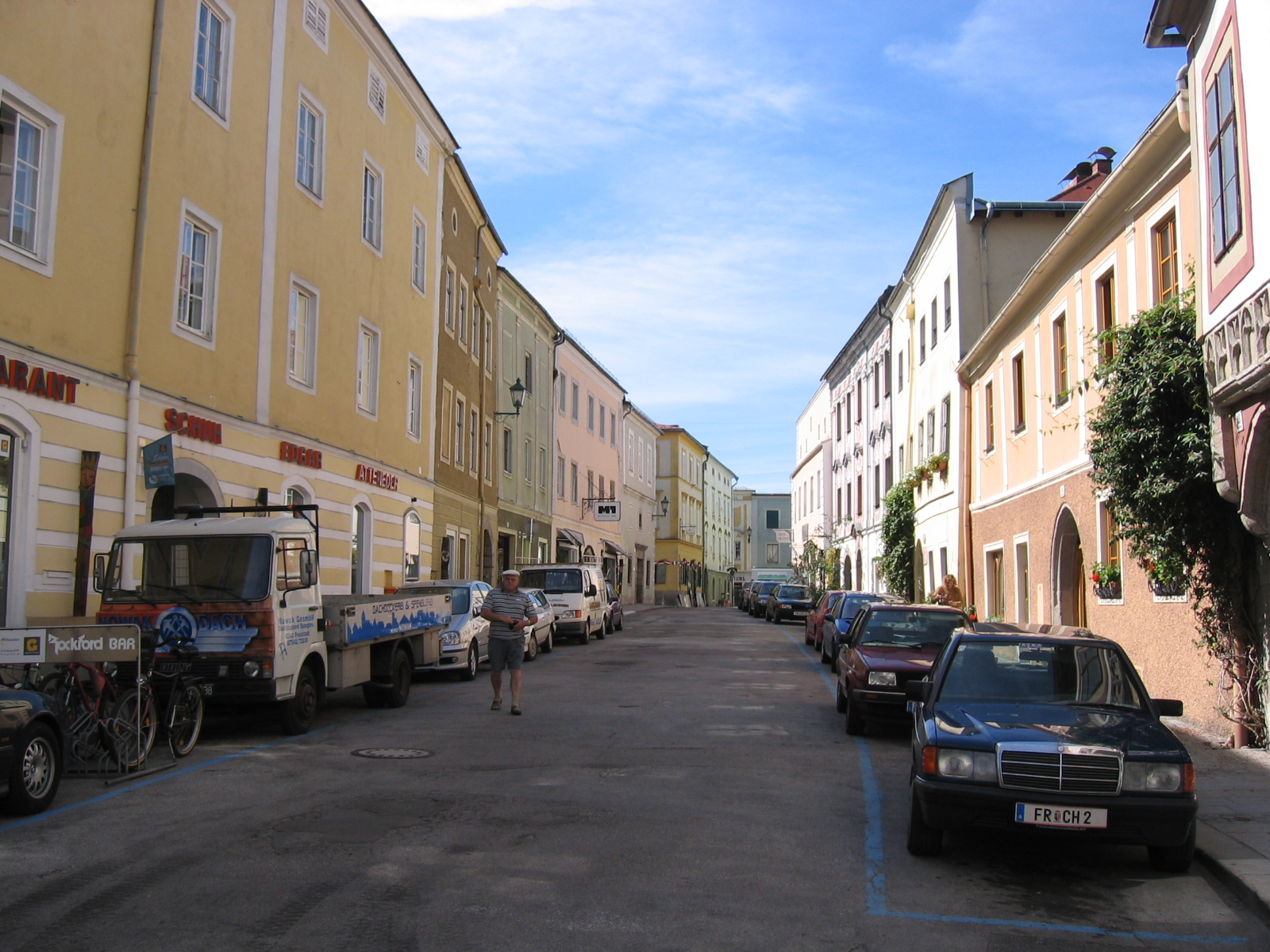
Die Waaggasse in Blickrichtung Pfarrgasse

Die Waaggasse ist mit rund 200 Meter lange Straße in der Altstadt von Freistadt im oberösterreichischen Mühlviertel. Die Gasse wurde bereits bei der Stadtgründung im 13. Jahrhundert angelegt und liegt innerhalb der Stadtmauern der Altstadt. 
Im Mittelalter war die Straße in die Obere - und Untere Waaggasse geteilt. Die Waaggasse reicht von der Pfarrgasse bis zur Heiligengeistgasse. Entlang der heutigen Waaggasse stehen 27 Häuser, davon sind 18 denkmalgeschützt. Bei den beiden großen Stadtbränden 1507 und 1516 wurden alle Häuser der Stadt vernichtet, so auch in der Pfarrgasse. Auf Grund der Stadtbrände sind viele alte Dokumente aus der Erbauungszeit der Häuser verloren gegangen. Auch 1815 beim Brand wurde ein Teil der Häuser in Mitleidenschaft gezogen.

## Denkmalgeschützte Bauten
Sortiert nach heutigen Hausnummern mit Angabe der ehemaligen Adresse im Mittelalter in Klammer. Diese Gebäude wurden bis 2004 in die Denkmalliste Österreichs aufgenommen.
Eckhaus Waaggasse 1/Pfarrgasse 14 (Bürgerhaus, früher Stadt Nr. 148)
Ein historisch erhaltenes Bürgerhaus das 1537 erstmals urkundlich erwähnt wurde. Im vierten Viertel des 16. Jahrhunderts erfolgte eine Umgestaltung, die spätbarocke Fassade stammt aus 1870/80. Im Inneren ist die Diele und der Flur mit einem Stichkappentonnengewölbe ausgestattet. In der Stube befindet sich eine geschnitzte Riemlingdecke. Seit 1971 steht das Gebäude unter Denkmalschutz.
Eckhaus Waaggasse 2/Pfarrgasse 12 (Bürgerhaus, früher Stadt Nr. 125)
Ein historisch erhaltenes Gebäude das 1403 erstmals urkundlich erwähnt wurde und seit 1971 unter Denkmalschutz steht. Große Teile sind spätgotisch, die barocke Fassade wurde Mitte des 18. Jahrhunderts gestaltet. Im Inneren finden sich tonnen- und stichkappentonnengewölbte Flure. Der gotische Keller besitzt ein gefasstes Spitzbogenportal aus der Zeit um 1500.
Waaggasse 5 (Bürgerhaus, früher Stadt Nr. 146)

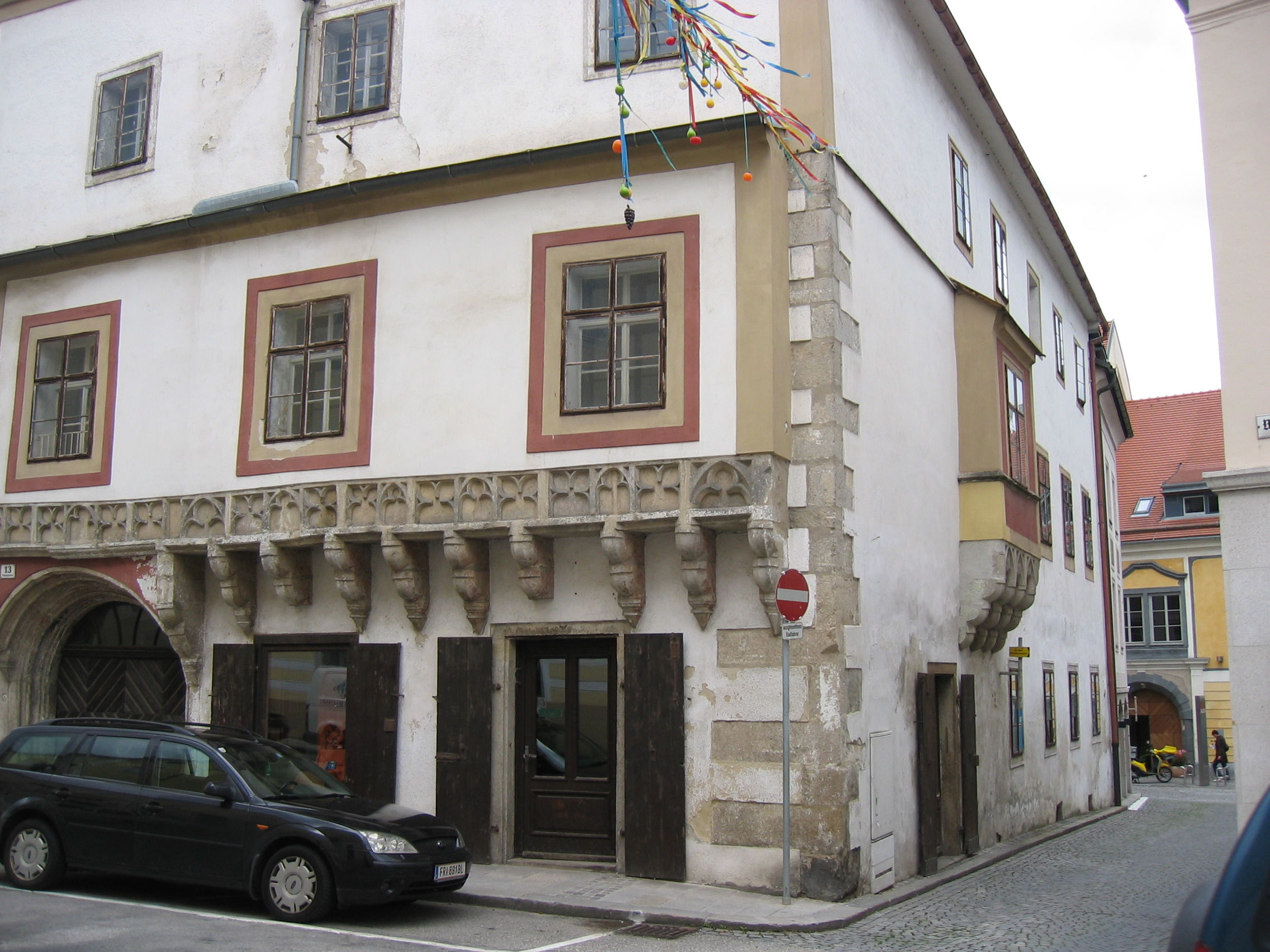
Hausnummer 13

Ein spätgotisches Bürgerhaus, das 1414 erstmals erwähnt wurde und seit 1940 unter Denkmalschutz steht. In der zweiten Hälfte des 18. Jahrhunderts gab es Adaptierungen. Die Fassade besitzt ein profiliertes Rundbogenportal. Im Inneren sind einige Räume mit Gewölben ausgestattet.
Waaggasse 6 (Wohnhaus, früher ohne Hausnummer)
Zwischen 1617 und 1940 das Waaghaus der Stadt. Um 1719 wurde das Gebäude erweitert und eingewölbt, um 1872 aufgestockt. Der historisch erhaltene Bau hat ein Rustikaportal bezeichnet mit 1617. Im Inneren gibt es Stichkappentonnengewölbe.
Waaggasse 7 (Bürgerhaus, früher Stadt Nr. 145)
Ein spätgotisches-renaissancezeitliches Bürgerhaus, das 1485 urkundlich erwähnt wurde und seit 1940 unter Denkmalschutz steht. In der Barockzeit gab es Umbauten, die Stuckfassade stammt aus dem dritten Viertel des 19. Jahrhunderts. Im Inneren gibt es eine reiche Ausgestaltung mit Gewölben, Holzdecken und gotischen Portalen aus dem 15./16. Jahrhundert. Im Obergeschoß existiert eine barocke Stuckdecke aus dem dritten Viertel des 18. Jahrhunderts. Der Innenhof besitzt Arkaden aus dem 16. Jahrhundert.
Waaggasse 8 (Bürgerhaus, früher Stadt Nr. 127)
Ein teilweise erneuertes, spätgotisches Bürgerhaus mit Umbauten im 18. und 19. Jahrhundert. Im Obergeschoß befinden sich renaissancezeitliche Fenster aus dem zweiten Drittel des 16. Jahrhunderts. Die Durchfahrt mit Tonnengewölbe hat ein gefasstes Spitzbogenportal. Das 1553 erwähnte Haus steht seit 1971 unter Denkmalschutz.
Waaggasse 9 (Bürgerhaus, früher Stadt Nr. 144)
Ein spätgotisch-frühneuzeitliches Bürgerhaus aus der ersten Hälfte des 16. Jahrhunderts. Urkundlich erwähnt wurde es 1525, seit 1985 steht es unter Denkmalschutz. Die Fassade wurde in der Barockzeit verändert. Im Inneren gibt es eine reiche Ausgestaltung mit Gewölben, Holzdecken und Werksteinen.
Waaggasse 10 (Bürgerhaus, früher Stadt Nr. 128)
Ein spätgotisches Bürgerhaus mit barocken Umbauten. Die Fassade stammt aus der zweiten Hälfte des 18. Jahrhunderts und hat eine Riesenpilastergliederung. Im Inneren gibt es eine reiche Ausgestaltung mit Gewölben des 16. Jahrhunderts und Holzdecken. Seit 2000 steht das Gebäude unter Denkmalschutz.
Waaggasse 11 (Bürgerhaus, früher Stadt Nr. 143)
Ein spätgotisches Bürgerhaus, das 1482 urkundlich erwähnt wurde und seit 1999 unter Denkmalschutz steht. Um 1800 wurden Umbauten vorgenommen, auch die Fassade wurde um 1800 gestaltet (1992 erneuert). Das spätgotische, profilierte Spitzbogenfenster stammt aus der Zeit um 1500.
Waaggasse 12 (Bürgerhaus, früher Stadt Nr. 129)
Ein historisch erhaltenes Bürgerhaus, das 1491 urkundlich erwähnt wurde. Die Fassade wurde am Ende des 18. Jahrhunderts gestaltet, das Rustikaportal im ersten Drittels des 17. Jahrhunderts. Im Inneren findet sich eine reiche Ausgestaltung mit Gewölben des 16. Jahrhunderts und zwei verputzte Holzdecken mit Rüstbäumen. Seit 1995 steht das Gebäude unter Denkmalschutz.
Waaggasse 13 (Bürgerhaus, früher Stadt Nr. 142)
Ein spätgotisches Bürgerhaus aus der zweiten Hälfte des 15. Jahrhunderts, das seit 1971 unter Denkmalschutz steht. Das besonders aufwendig gestaltete Gebäude verfügt über Adaptierungen in der Barockzeit und im Inneren über eine reiche Ausgestaltung mit Gewölben, kreuzrippengewölbter Halle und gotischen Portalen aus der Bauzeit. Die Stube hat eine verputzte Holzdecke, ein Raum hat eine einfache barocke Decke.
Waaggasse 15 (Bürgerhaus, früher Stadt Nr. 141 & 171)
Ein größtenteils erneuertes Haus mit einem spätgotischen Kern. Das 1480 erstmals erwähnte Haus steht seit 1999 unter Denkmalschutz. Bis 1724 diente das Haus als Brauhaus. Die historische Fassade stammt aus dem vierten Viertel des 19. Jahrhunderts. Die Hofdurchfahrt hat Tonnen- und Kreuzgratgewölbe aus dem 16. Jahrhundert.
Eckhaus Waaggasse 16/Samtgasse 10 (Bürgerhaus, früher Stadt Nr. 110)
Ein dreigeschoßiges Gebäude das 1479 erstmals urkundlich erwähnt wurde. Von der zweiten Hälfte des 16. Jahrhunderts bis zur zweiten Hälfte des 17. Jahrhunderts diente das Haus als Salzkasten. Zwischen 1722 und 1727 erfolgte ein Neubau und ab 1727 bis zum Ende des 18. Jahrhunderts war das Haus eine Offizierskaserne. Im Inneren besitzen die Räume und die Treppenhäuser Gewölbe und barocke Stuckdecken. Seit 1989 steht das Haus unter Denkmalschutz.
Waaggasse 23 (Bürgerhaus, früher Stadt Nr. 137)
Ein historisch erhaltenes Bürgerhaus mit spätgotischen Teilen, das 1518 urkundlich erwähnt wurde und seit 1971 unter Denkmalschutz steht. Um 1787 gab es barocke Umgestaltungen, so auch die barocke Stuckfassade. Im Inneren habe die Räume teilweise Gewölbe aus dem 15./16. Jahrhundert. In der Stube gibt es einen verputzten Rüstbaum. 
Eckhaus Waaggasse 24/Heiligengeistgasse 3 (Bürgerhaus, früher Stadt Nr. 133)
Ein historisch, spätgotisches Bürgerhaus, das erstmals 1397 urkundlich erwähnt wurde und seit 1993 unter Denkmalschutz steht. Umgestaltungen des Gebäudes erfolgten im 16. und 18. Jahrhundert sowie um 1900. Die Fassade besitzt gotische Stabwerkfenster aus der Zeit um 1500. Im Inneren finden sich mehrere Gewölbe aus dem 16. Jahrhundert, mehrere gotische Portale und eine barock verputzte Holzdecke.
Waaggasse 25 (Bürgerhaus, früher Stadt Nr. 136)
Ein um 1525 erstmals erwähntes Bürgerhaus mit Veränderungen in der Barockzeit. Im Erdgeschoß gibt es ein gefasstes Spitzbogenportal aus der Zeit um 1500 und Rundbogenfenster aus dem zweiten Viertel des 16. Jahrhunderts. Im Inneren teilweise Gewölbe um 1600. Seit 2000 steht das Gebäude unter Denkmalschutz.
Waaggasse 29 (Bürgerhaus, früher Stadt Nr. 134)
Ein erhaltenes spätgotisches-renaissancezeitliches Gebäude mit barocken Umbauten im dritten Viertel des 18. Jahrhunderts. Das 1397 erwähnte Gebäude steht seit 1940 unter Denkmalschutz. Die reich gestaltete Stuckfassade stammt aus der Barockzeit. Im Inneren gibt es im Erdgeschoß gewölbte Räume aus dem 15. Jahrhundert. Im Hof bestehen Arkadengänge aus dem dritten Drittel des 16. Jahrhunderts. Seit 1940 steht das Haus unter Denkmalschutz.

## Denkmalwürdige Bauten
Diese Gebäude standen bis 2004 noch nicht unter Denkmalschutz, erfüllen jedoch die Bedingungen (Alter, Erhaltungswert) zur unter Schutz Stellung.
Waaggasse 4 (Bürgerhaus, früher Stadt Nr. 126)
Ein im dritten Viertel des 19. Jahrhunderts umgebautes Haus mit historistischer Fassade. Im Inneren gibt es einen flachtonnengewölbten Flur und im rückwärtigen Teil Kappengewölbe.
Eckhaus Waaggasse 14/Samtgasse 7 (Bürgerhaus, früher Stadt Nr. 111)
Ein in Teilen erneuertes, spätgotisches Gebäude, das 1383 erstmals urkundlich erwähnt wurde. 1578 war es ein Brauhaus und 1689 bis 1783 eine Durchmarschkaserne. Veränderung am Haus erfolgten am Ende des 18. Jahrhunderts, die barocke Fassade stammt ebenfalls aus dieser Zeit. Im Inneren sind im Erdgeschoß mehrere Gewölbe aus dem Ende des 15. Jahrhunderts. Hofseitig besteht ein Arkadengang aus der zweiten Hälfte des 16. Jahrhunderts.
Waaggasse 17 (Bürgerhaus, früher Stadt Nr. 140)
Ein spätgotisches Bürgerhaus, das 1505 erstmals urkundlich erwähnt wurde. Im 16. und 18. Jahrhundert wurden Änderungen vorgenommen. Im Inneren sind die Flure tonnengewölbt. Die Fenster und Portale haben spätgotische Gewände, die Stube hat eine verputzte Holzdecke mit Rüstbaum.
Waaggasse 27 (Bürgerhaus, früher Stadt Nr. 135)
Größtenteils historisch erhaltenes Gebäude, das 1397 erstmals urkundlich erwähnt wurde. Die Fassade ist mit der Jahreszahl 1819 bezeichnet. In der Einfahrt gibt es ein Stichkappentonnengewölbe vom Ende des 16. Jahrhunderts.